# Naasumetunne
Naasumetunne /people dwelling on or near the Naasu; narod sa (ili) blizu (rijeke) Naasu,/ klan ili banda, možda Yakonan Indijanaca koji su živjeli sjeverno od ušća rijeke Siletz u južno od rijeke Salmon, na jednoj pritoci u Oregonu koju su Naltunnetunne nazivali Naasu. 
Ostali nazivi javljaju se u sličnim vrijantama: Naaskaak, Naaŭsi.